# Алексєєв Петро
Петро Алексє́єв (Андрєєв; нар. 1758 — пом. невідомо) — український та російський майстер декоративного розпису на порцеляні.
Працював на підмосковних порцелянових фабриках. На початку 1840-их був запрошений на порцелянову фабрику в селі Волокитиному, що біля Глухова (нині Сумська область, Україна)), засновану 1839 року поміщиком Андрієм Миклашевським.
Розписував посуд і створював статуетки, які зображували людські постаті.